# (2837) Griboedov
(2837) Griboedov es un asteroide perteneciente al cinturón de asteroides, descubierto el 13 de octubre de 1971 por la astrónoma soviética Liudmila Chernyj desde el Observatorio Astrofísico de Crimea.

## Designación y nombre
Designado provisionalmente como  1971 TJ2. Fue nombrado Griboedov en honor al dramaturgo y diplomático ruso Aleksandr Griboyédov.